# Lobo Hokey
El lobo Hokey (Hokey Wolf en idioma inglés) es un personaje de Hanna-Barbera que apareció por primera vez como un segmento del mismo nombre en El Show de Huckleberry Hound el 11 de septiembre de 1960. Este segmento se creó para reemplazar al Oso Yogui en la tercera temporada, ya que fue incorporado a su nuevo show. El tema musical de este segmento era una versión instrumental de "Hail, Hail, the Gang’s All Here" .

## Historia
El lobo Hokey (interpretado por Daws Butler) es un personaje que apela a la vida fácil, para ello "trata" de engañar a los otros personajes para salir beneficiado aunque siempre le salga todo mal. Trata de enseñarle sus trucos a su pequeño amigo Danielito (o "Danielín" como Hokey suele llamarlo en algunas ocasiones) (interpretado por Doug Young) que, pese a que siempre ve fracasar a su amigo lo aprecia mucho.

## Lista de episodios
La serie contó con 29 episodios

### Temporada 1
1. Trucos y tratos (Tricks and Treats): Hokey pretende timar a un honrado granjero, con la excusa del maltrato a los animales, y así ser cuidado por él.
2. Hokey Feroz (Hokey Dokey):  Los tres cerditos a pesar de tener experiencia con el lobo feroz son un suculento cebo para un Lobo astuto.
3. Lana de oveja tejida (Lamb-Basted Wolf):
4. Cual bruja está hechizada (Which Witch Is Witch): Hokey se come la casa de tarta de una bruja. Y está al final en lugar de enfadarse quedará postrada a sus pies. ¿Podrá librase Hokey de la bruja sin sufrir un encantamiento?
5. Picotea el pollo (Pick a Chick): Hokey planea una nueva fechoría esta vez en un gallinero. Pero no se conformará con la peor de las gallinas si no que incluso hará un concurso y elegirá a la más rolliza. Cuando es perseguido por el perro, convence a éste que le traiga más gallinas. Es tan inteligente, este lobo que cree que va a salirse con la suya.
6. El complot robot (Robot Plot): Un granjero harto de ser engañado por los razonamientos de Hokey, decide construir un robot. A ver si a este también se las dan con queso.
7. Cortes en las maderas (Boobs In the Woods):
8. Castillo Hassle (Castle Hassle): Hokey llega a un Castillo donde habita una Reina muy fea que de tan fea se rompen los espejos. Hokey la halaga y esta le regala una hermosa manzana. Hokey se da cuenta de que debe ir corriendo a la casa de los enanos y dar su manzana a la Bella que allí está, para que la coma en lugar de la que le ha dado una anciana. Así lo hace la Bella y Hokey le recomienda que se haga la dormida . En cuando La Bella se hace la dormida, aparece la Reina y se come la manzana que había entregado la anciana a la bella pensando que era la de Hokey quedándose dormida. Fin de un extraño cuento.
9. Botín en la Bounty (Booty on the Bounty) :  En el bosque se ofrece una recompensa por la captura del lobo. Hokey agudiza su ingenio adjudicándose las recompensas el mismo.
10. Hokey en el Saco (Hokey in the Pokey):  La obra de Arte; La MoaninLizza; ha desaparecido, por evitar ser encontrados con ella los ladrones la lanzan en el antro de Hokey y después volverán para recuperarla. Pero Hokey ya la ha tomado por suya, sin saber que se trata de una obra de arte de gran valor.
11. Who’s Zoo
12. Perro ovejero tenaz (Dogged Sheep Dog): Hokey pretende ganarse la confianza de un perro ovejero para acercarse a las ovejas. Pero éste perro es imperturbable.
13. Demasiado para un Oso (Too Much to Bear): Hokey decide comer por la patilla en la casa de los tres osos, y se deshace de ellos con una excusa. Mientras, una inusitada ricitos de oro de ámbito criminal, se dispone a hacer una visita a la casa de los osos.

### Temporada 2
- Movies are Bitter than Ever
- Poached Yeggs
- Rushing Wolf Hound
- The Glass Sneaker
- Indian Giver
- Chock Full Chuck Wagon
- Bring ’Em Back a Live One
- A Star Is Bored
- West of the Pesos
- Phony-O and Juliet
- Hokey’s Missing Millions
- Loot to Boot
- Guesting Games
- Sick Sense
- Aladdin’s Lamb Chops
- Bean Pod’ners

## Otras apariciones
El lobo Hokey apareció en otras cuatro series de Hanna-Barbera.
- El clan de Yogui (1973-1975) donde fue un miembro del clan.
- Las olimpiadas de la risa (1977-1979) donde era un miembro de los Yogi Yahooeys.
- La búsqueda del tesoro de Yogui (1985) donde era una estrella invitada.
- Yo Yogui! (1991-1992) donde era el alcalde de Jellystone Town.

## El lobo Hokey en otros idiomas
- Portugués: Joca & Dingue-Lingue
- Francés: Garoup le Loup
- Italiano: Ugo Lupo
- Inglés: Hokey Wolf
- Húngaro: Lompos Lajos
- Serbio: Vuk Vučko

- Datos: Q386100